# Stratford, Prince Edward Island
Stratford är en ort i Kanada.   Den ligger i provinsen Prince Edward Island, i den östra delen av landet, 1 000 km öster om huvudstaden Ottawa. Stratford ligger 27 meter över havet och antalet invånare är 8 574.
Terrängen runt Stratford är platt. Havet är nära Stratford åt sydväst. Närmaste större samhälle är Charlottetown, 4,1 km nordväst om Stratford. 